# Quarantième circonscription de la Seine
La Quarantième circonscription de la Seine est l'une des neuf circonscriptions législatives que compte le département français de la Seine, situé en région Île-de-France.

## Description géographique
La Quarantième circonscription de la Seine était composée de :
- commune de Saint-Denis[1].

## Description historique et politique

### Historique des députations
| Législature | Début de mandat | Fin de mandat  | Député          | Parti politique | Observations                                                                             |
| ----------- | --------------- | -------------- | --------------- | --------------- | ---------------------------------------------------------------------------------------- |
| Ire         | 9 décembre 1958 | 9 octobre 1962 | Fernand Grenier | PCF             | Mandat écourté à la suite d'une dissolution parlementaire décidée par Charles de Gaulle. |
| IIe         | 6 décembre 1962 | 2 avril 1967   | Fernand Grenier | PCF             |                                                                                          |

## Historique des élections

### Élections de 1958
|                | Fernand Grenier élu   | PCF            | 21 106 | 54,31  |  |  |  |
|                | Jean Destrée          | UNR            | 8 028  | 20,66  |  |  |  |
|                | Michel Seguin         | Modérés        | 4 385  | 11,28  |  |  |  |
|                | Victor Bourgeois      | SFIO           | 3 528  | 9,08   |  |  |  |
|                | Paul Eliez            | Radsoc         | 1 109  | 2,85   |  |  |  |
|                | Antonin Moreira-Besse | Divers         | 709    | 1,82   |  |  |  |
|                |                       |                |        |        |  |  |  |
| Inscrits       | Inscrits              | Inscrits       | 49 720 | 100,00 |  |  |  |
| Abstentions    | Abstentions           | Abstentions    | 9 932  | 19,98  |  |  |  |
| Votants        | Votants               | Votants        | 39 788 | 80,02  |  |  |  |
| Blancs et nuls | Blancs et nuls        | Blancs et nuls | 923    | 2,32   |  |  |  |
| Exprimés       | Exprimés              | Exprimés       | 38 865 | 97,68  |  |  |  |

Le suppléant de Fernand Grenier était Auguste Gillot, maire de Saint-Denis.

### Élections de 1962
|                | Fernand Grenier sortant réélu | PCF            | 20 115 | 61,02  |  |  |  |
|                | Jacques Tunzini               | UNR-UDT        | 7 024  | 21,31  |  |  |  |
|                | Jean Destrée                  | Modérés        | 3 740  | 11,35  |  |  |  |
|                | Gilbert Bonnemaison           | SFIO           | 2 085  | 6,33   |  |  |  |
|                |                               |                |        |        |  |  |  |
| Inscrits       | Inscrits                      | Inscrits       | 46 938 | 100,00 |  |  |  |
| Abstentions    | Abstentions                   | Abstentions    | 13 303 | 28,34  |  |  |  |
| Votants        | Votants                       | Votants        | 33 635 | 71,66  |  |  |  |
| Blancs et nuls | Blancs et nuls                | Blancs et nuls | 671    | 1,99   |  |  |  |
| Exprimés       | Exprimés                      | Exprimés       | 32 964 | 98,01  |  |  |  |

Le suppléant de Fernand Grenier était Auguste Gillot, maire de Saint-Denis.